# Gauliga Sachsen 1933/34
De Gauliga Sachsen 1933/34 was het eerste voetbalkampioenschap van de Gauliga Sachsen. De Gauliga werd in 1933 in het leven geroepen als nieuwe hoogste klasse in het Duitse voetbal en had zestien regionale onderverdelingen. Dresdner SC werd kampioen en plaatste zich voor de eindronde om de Duitse landstitel, waar de club in de groepsfase uitgeschakeld werd. 

## Samenstelling
De samenstelling van de Gauliga Sachsen kwam als volgt tot stand. Alle clubs speelden voordien in competities van de Midden-Duitse voetbalbond. 
- de top twee van de Midden-Saksische competitie 1932/33:
  - Polizei SV Chemnitz
  - Chemnitzer BC
- de top twee van de Groot-Leipzigse competitie 1932/33:
  - SC Wacker Leipzig
  - VfB Leipzig
- de kampioen en nummer drie van de Oost-Saksische competitie 1932/33:
  - Dresdner SC
  - Guts Muts Dresden
- de top twee en de vierde plaats uit de Vogtlandse competitie 1932/33:
  - SpVgg Falkenstein
  - 1. Vogtländischer FC Plauen
  - Plauener SuBC
- de top twee van de West-Saksiche competitie 1932/33:
  - VfB Glauchau
  - Planitzer SC

Aanvankelijk mochten alle competities twee clubs afvaardigen, Plauener SuBC, de succesvolste club uit Vogtland plaatste zich niet als vierde in de stand maar protesteerde met succes waardoor er uit Vogtland, nochtans de zwakste competitie van de vijf, drie clubs mochten deelnemen.

## Eindstand
| Plaats | Club                        | Wed. | W  | G | V  | Saldo | Ptn.  |
| ------ | --------------------------- | ---- | -- | - | -- | ----- | ----- |
| 1.     | Dresdner SC                 | 20   | 17 | 0 | 3  | 76:21 | 34:60 |
| 2.     | VfB Leipzig                 | 20   | 17 | 0 | 3  | 65:23 | 34:60 |
| 3.     | Polizei SV Chemnitz         | 20   | 15 | 0 | 5  | 86:31 | 30:10 |
| 4.     | SV Guts Muts Dresden        | 20   | 12 | 1 | 7  | 47:43 | 25:15 |
| 5.     | SC Wacker Leipzig           | 20   | 9  | 1 | 10 | 50:39 | 19:21 |
| 6.     | VfB 07 Glauchau             | 20   | 9  | 1 | 10 | 44:56 | 19:21 |
| 7.     | Plauener SuBC               | 20   | 7  | 1 | 12 | 50:73 | 15:25 |
| 8.     | Planitzer SC                | 20   | 6  | 2 | 12 | 43:72 | 14:26 |
| 9.     | Chemnitzer BC               | 20   | 5  | 3 | 12 | 35:53 | 13:27 |
| 10.    | 1. Vogtländischer FC Plauen | 20   | 5  | 2 | 13 | 29:57 | 12:28 |
| 11.    | SpVgg 06 Falkenstein        | 20   | 2  | 1 | 17 | 29:86 | 05:35 |

|  | Kampioen, geplaatst voor nationale eindronde |
|  | Degradatie naar Bezirksliga                  |

## Promotie-eindronde
| Plaats | Club                 | Wed. | Saldo | Ptn. |
| ------ | -------------------- | ---- | ----- | ---- |
| 1.     | SV Fortuna Leipzig   | 6    | 19:12 | 8:4  |
| 2.     | Sportfreunde Dresden | 6    | 32:16 | 7:5  |
| 3.     | Konkordia Plauen     | 6    | 17:28 | 6:6  |
| 4.     | 1. SC Limbach        | 6    | 9:21  | 3:9  |

|  | Promotie naar Gauliga Sachsen 1934/35 |